# Thelasis
Thelasis – rodzaj roślin z rodziny storczykowatych (Orchidaceae). Obejmuje 27 gatunków występujących w Azji, Australii i Oceanii w takich krajach i regionach jak: Andamany, Asam, Archipelag Bismarcka, Borneo, Kambodża, Chiny, Wyspa Bożego Narodzenia, Himalaje, Hajnan, Indie, Jawa, Laos, Małe Wyspy Sundajskie, Moluki, Mjanma, Nepal, Nowa Gwinea, Nikobary, Filipiny, Queensland, Samoa, Wyspy Salomona, Celebes, Sumatra, Tajwan, Tajlandia, Tybet, Wietnam.

## Systematyka
Rodzaj sklasyfikowany do podplemienia Thelasiinae w plemieniu Podochileae, podrodzina epidendronowe (Epidendroideae), rodzina storczykowate (Orchidaceae), rząd szparagowce (Asparagales) w obrębie roślin jednoliściennych.
Wykaz gatunków
- Thelasis angustifolia J.J.Sm.
- Thelasis bifolia Hook.f.
- Thelasis borneensis Schltr.
- Thelasis capitata Blume
- Thelasis carinata Blume
- Thelasis carnosa Ames & C.Schweinf.
- Thelasis cebolleta J.J.Sm.
- Thelasis celebica Schltr.
- Thelasis compacta Schltr.
- Thelasis copelandii Kraenzl.
- Thelasis cycloglossa Schltr.
- Thelasis gautierensis J.J.Sm.
- Thelasis globiceps J.J.Sm.
- Thelasis javanica J.J.Sm.
- Thelasis khasiana Hook.f.
- Thelasis longifolia Hook.f.
- Thelasis macrobulbon Ridl.
- Thelasis mamberamensis J.J.Sm.
- Thelasis micrantha (Brongn.) J.J.Sm.
- Thelasis obtusa Blume
- Thelasis perpusilla (C.S.P.Parish & Rchb.f.) Schuit.
- Thelasis pygmaea (Griff.) Lindl.
- Thelasis rhomboglossa (Schltr.) Kraenzl.
- Thelasis sphaerocarpa (Schltr.) J.J.Sm.
- Thelasis succosa Carr
- Thelasis variabilis Ames & C.Schweinf.
- Thelasis wariana (Schltr.) Schuit. & de Vogel